# Metzlerella flagellacea
Metzlerella flagellacea là một loài rêu trong họ Dicranaceae. Loài này được Müll. Hal. Broth. mô tả khoa học đầu tiên năm 1924.